# Hausunterricht

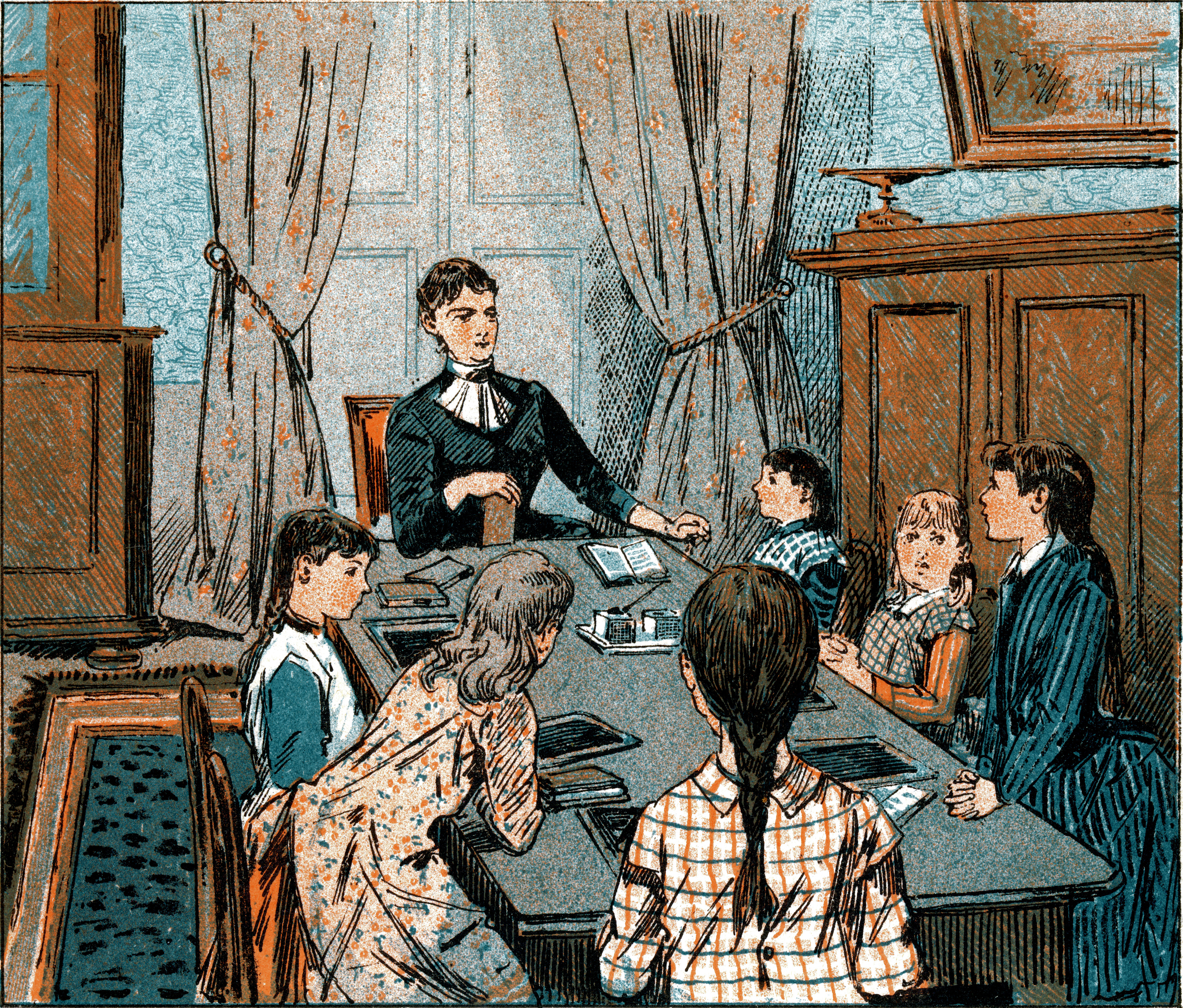

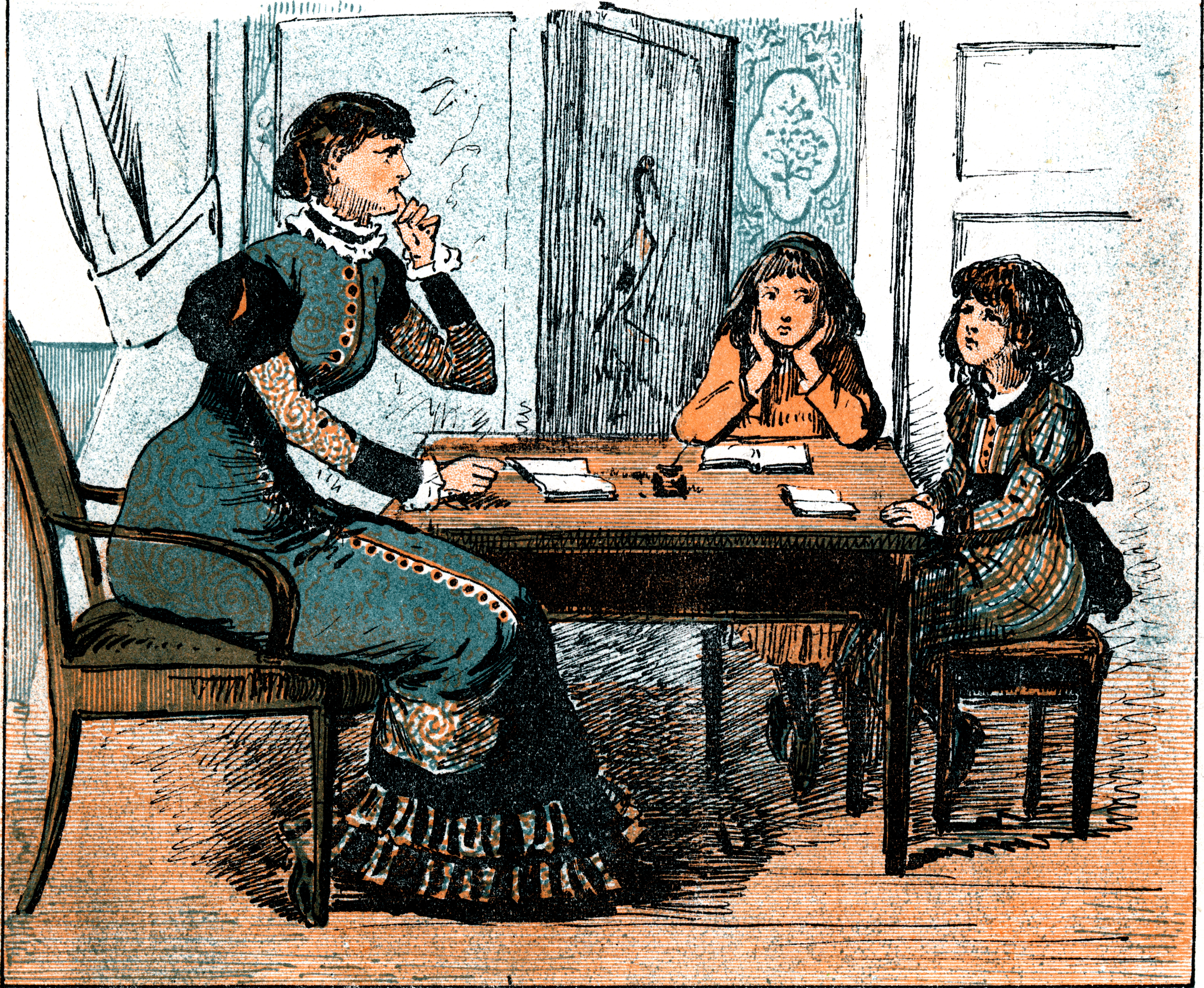

Hausunterricht (auch häuslicher Unterricht, Heimunterricht, Domizilunterricht, Homeschooling oder Home Education) ist eine Form der Bildung und Erziehung, bei der die Kinder zu Hause oder an anderen Orten außerhalb einer Schule von den Eltern oder von Privatlehrern unterrichtet werden. Die konkrete Praxis des Hausunterrichts kann sehr unterschiedlich aussehen. Das Spektrum reicht von stark strukturierten, an traditionellen Schulunterricht orientierten Formen bis hin zu offeneren wie dem Unschooling. Hausunterricht ist nicht zu verwechseln mit Fernunterricht, bei dem Lehrer und Schüler räumlich voneinander getrennt sind oder von Distanzunterricht, der in Zeiten einer Pandemie den Präsenzunterricht ersetzen soll.

## Geschichte
Früher war Hausunterricht in vielen Ländern insbesondere in den höheren Ständen verbreitet; in den meisten Königshäusern Europas wurde es sogar erst in der zweiten Hälfte des 20. Jahrhunderts üblich, den Nachwuchs in eine Schule zu schicken. Erst mit der Einführung der allgemeinen Schulpflicht in einigen Ländern kam es zu gesetzlichen Verboten, den Nachwuchs primär außerhalb einer Schule zu bilden.
Hausunterricht erhielten in ihrer Jugend unter anderem:
- Johann Wolfgang von Goethe in Nachahmung adliger Lebensverhältnisse
- Albert Sachs als Sohn des jüdisch-preußischen Regierungsbauinspektors Salomo Sachs
- Wolfgang Amadeus Mozart, weil er seine Kindheit zu einem großen Teil auf Konzertreisen verbrachte
- Dietrich Bonhoeffer

Bis ins 19. Jahrhundert hinein war das Dasein als Hauslehrer (Hofmeister) für viele stellenlose Akademiker der einzige Weg, der Arbeitslosigkeit zu entgehen. Als Hofmeister arbeitete unter anderem Friedrich Hölderlin.
Die Kultusministerkonferenz schätzt, dass es, obwohl in Deutschland mit dem Reichsschulpflichtgesetz im Jahr 1938 der Heimunterricht verboten wurde, bundesweit etwa 500 bis 1000 Familien gibt, die Hausunterricht betreiben.
Während der COVID-19-Pandemie in Deutschland wurde der Präsenzunterricht in Schulgebäuden in allen Bundesländern eingestellt. Da in Deutschland Beschulungspflicht besteht, erfolgte eine Umstellung auf Distanzunterricht oder Onlineschooling. Es besteht weiterhin die Pflicht zur Teilnahme an den alternativen Formen des Unterrichts. Durch die Beschulungspflicht wurde keine Schule geschlossen. Der Staat ist verpflichtet alternative Formen des Unterrichtes sicherzustellen.

## Motive
Der Wunsch nach Hausunterricht hat vielfältige Gründe, die sich teilweise mit den Motiven für Unschooling überschneiden. In Umfragen und Studien häufig genannte Gründe sind unter anderem:
- Eltern weigern sich, ihr Kind gegen seinen Willen in die Schule zu zwingen.[8]
- Der Schulbesuch widerspricht den pädagogischen Vorstellungen oder Erziehungszielen der Eltern (z. B. Ablehnung von Sexualkunde, Religionsunterricht oder Unterrichtsinhalten wie der Evolutionstheorie).[9]
- Der Schulbesuch bzw. die Teilnahme am Schulunterricht kann nicht regelmäßig über einen längeren Zeitraum hinweg gewährleistet werden (gesundheitliche (z. B. Schulangst, Schulmobbing), finanzielle und geographische Probleme (z. B. Schwierigkeiten beim Schulweg) etc.)
- Eltern sehen im Hausunterricht bessere Bildungsmöglichkeiten für ihr Kind, beispielsweise da sie es besser als Lehrer kennen und damit eher auf seine individuellen Bedürfnisse eingehen sowie sich seinen Stärken und Schwächen zuwenden können.
- Schüler lernen zuhause lieber und/oder effizienter als sie es in einer Schule könnten, z. B. da sie nicht von Schulangelegenheiten abgelenkt oder ausgebremst werden und sich so beispielsweise mehrere Stunden ungestört mit demselben Thema auseinandersetzen können.
- Eltern sind der Ansicht, dass ein Großteil der in der Schule vermittelten Lerninhalte zu realitätsfern sei[10] und sie ihr Kind besser auf das Alltags- und Arbeitsleben nach der Schule vorbereiten könnten.
- Eltern lehnen das staatliche Schulsystem ab.[11]
- Eltern sind der Ansicht, dass in der Schule bestimmte „Temperamente“ gefördert, andere hingegen gehemmt werden.
- Eltern unterstellen dem Schulsystem, einen heimlichen Lehrplan zu verfolgen, der den offiziellen Bildungszielen entgegensteht.
- Eltern lehnen das schulische Umfeld als Sozialisationsform ab.[12][10] Hierbei können häufig religiöse Gründe eine Rolle spielen.
- Eltern wollen ihr Kind vor körperlicher und seelischer Gewalt, Mobbing, Drogen, Stress, Sexualisierung, übersteigerten Leistungsgedanken, Sozialisationsgruppen bzw. Vorbildern mit negativem Einfluss auf ihre Kinder und entwürdigender Behandlung in der Schule schützen.[8][13][9][14]

Außerdem würde die Legalisierung von Hausunterricht laut einigen Befürwortern die Monopolstellung der Schule als einzige legale Form des Bildungserwerbs davontragen und damit zwangsläufig in Konkurrenz zu dieser stehen und so indirekt dafür sorgen, dass die Schulen langfristig dazu gezwungen sind, ihre Qualität kontinuierlich zu verbessern, um weiterhin als Form der Bildung attraktiv zu bleiben.

## Ländervergleiche

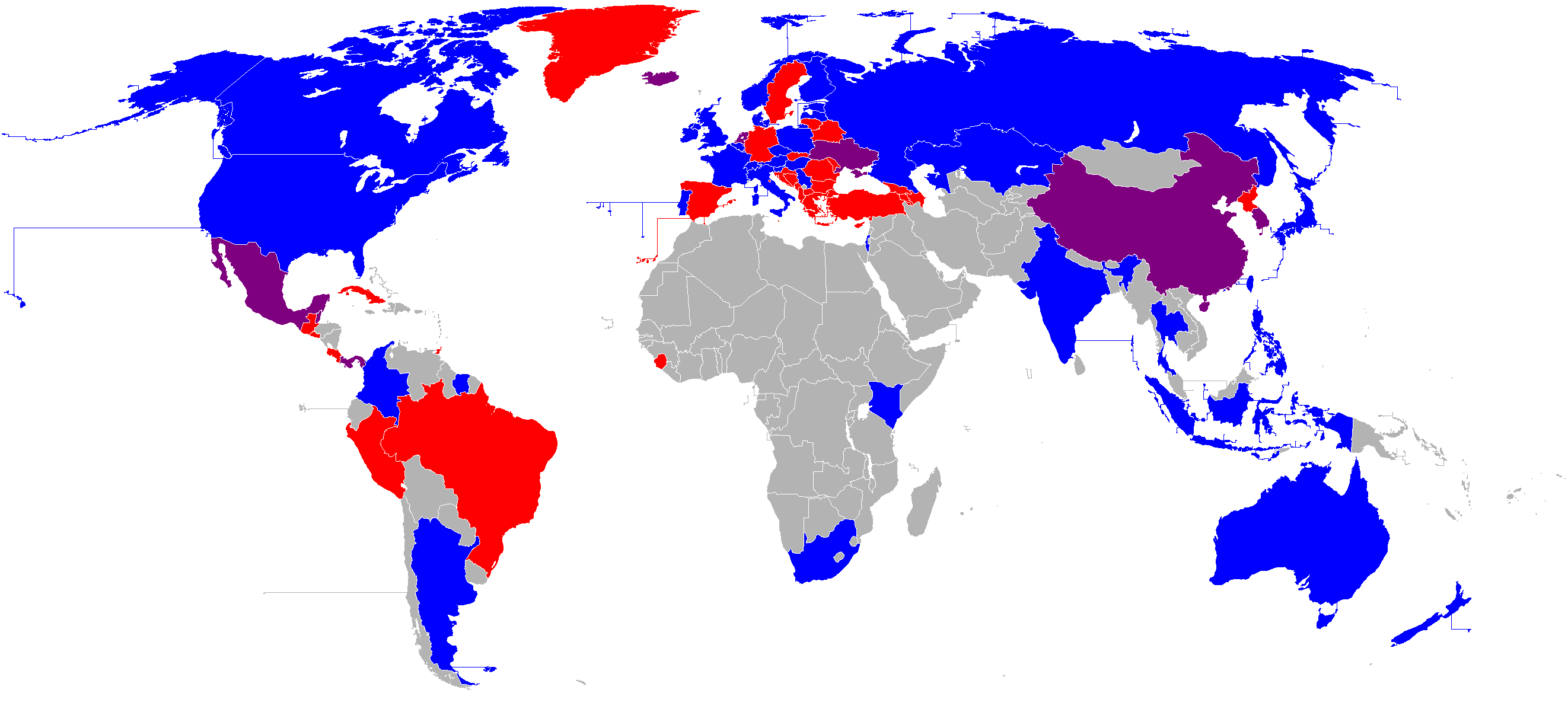
rot = verboten
blau = erlaubt
violett = mit Einschränkungen erlaubt
grau = unbekannt

In den meisten europäischen Ländern besteht Bildungspflicht, das heißt die Vermittlung von Wissen ist für das Kind nicht an den Besuch einer Schule gebunden.
In Europa ist Hausunterricht weiterhin weniger verbreitet und manchmal nur eingeschränkt möglich. Die Zahlen der praktizierenden Familien schwanken in den Ländern stark und sind wegen der Registrierungsfreiheit oft schwer zu ermitteln. Sie lagen zwischen einigen hundert Familien in den einzelnen skandinavischen Ländern (Stand 2004), bei etwa 20.000 Kindern (ohne die Fernschüler) in Frankreich (Focus), bei circa. 160.000 Kindern in Großbritannien (BBC) und bei etwa 1,5 Millionen sich frei bildenden Kindern und Jugendlichen in den Vereinigten Staaten. In einigen Ländern wie Irland, Italien und Spanien haben die Bildungsfreiheit und die Möglichkeit zum Hausunterricht sogar Verfassungsrang. Spanien ist ein Sonderfall, da hier durch nationales Schulrecht eine Verpflichtung besteht, eine öffentliche Schule zu besuchen.
Am 24. August 2021 wurde in Frankreich das Gesetz zur Stärkung der Prinzipien der Republik veröffentlicht. Dadurch wird Heimunterricht auf zu genehmigende Ausnahmefälle beschränkt.

### Österreich
In Österreich gibt es keine prinzipielle Schulpflicht, sondern nur eine Unterrichtspflicht, 1774 eingeführt von Maria Theresia, wobei der Unterricht zuhause damals noch als Privileg der Adeligen galt. Kindern müssen die allgemeinen Vorgaben über Bildung zugänglich gemacht werden. In welcher Form dies geschieht, bleibt den Erziehungsberechtigten vorbehalten.
Seit dem Provisorischen Gesetz über den Privatunterricht vom 27. Juni 1850 brauchen Lehrer für den häuslichen Unterricht kein besonderes Fähigkeitszeugnis, insbesondere dürfen also auch die Eltern (bzw. Erziehungsberechtigten) selbst unterrichten. Die Teilnahme am häuslichen Unterricht muss von den Erziehungsberechtigten laut § 11 Schulpflichtgesetz 1985 bei der Bildungsdirektion vor dem Beginn des Schuljahres angezeigt werden. Diese kann die Teilnahme innerhalb eines Monats untersagen, wenn mit großer Wahrscheinlichkeit anzunehmen ist, dass die Gleichwertigkeit des Unterrichts nicht gegeben ist. Dagegen kann Beschwerde beim Bundesverwaltungsgericht erhoben werden.
Das Kind hat am Ende eines jeden Schuljahres eine Prüfung (Externistenprüfung) an einer öffentlichen Schule abzulegen, in der festgestellt wird, ob das Lehrziel der betreffenden Schulstufe (dem Lehrplan entsprechend) erfüllt wurde. Wenn das nicht der Fall ist, hat das Kind seine Schulpflicht in Zukunft an einer öffentlichen Schule oder einer Privatschule mit Öffentlichkeitsrecht zu erfüllen – Schüler von Privatschulen ohne Öffentlichkeitsrecht werden nach dem gleichen Prinzip geprüft.
Zur Vorbereitung auf die Externistenprüfung können auch Schulbücher über den Prüfungsstandort bezogen werden.
Als Nachweis für den ausreichenden Erfolg des Besuches eines häuslichen Unterrichts wird die Gesamtbeurteilung in dem von der Prüfungskommission ausgestellten Zeugnis mit mindestens „bestanden“ gesetzlich geregelt. (SchUG)
Ob die Externistenprüfung nur einmal abgelegt werden darf, oder Wiederholungen erlaubt sind, geht aus dem Gesetz nicht klar hervor. Allerdings deutet die Erkenntnis des Bundesverwaltungsgerichtes vom 1. August 2018 zu Gz. W224 2201481-1 an, dass diese Möglichkeit gegeben ist: „Die Möglichkeit der Wiederholung der Externistenprüfung“. Klar steht gem. Art. 14 Abs. 7a Z. 1.3 letzter Absatz B-VG, dass „Wird ein solcher Nachweis nicht erbracht, so hat der Bezirksschulrat anzuordnen, dass das Kind seine Schulpflicht im Sinne des § 5 zu erfüllen hat.“ Die Durchfallquote beim häuslichen Unterricht gleicht der in der regulären Schule.
Anwesenheit von Eltern oder sonstigen Begleitpersonen ist bei einer Externistenprüfung ausschließlich in Einzelfällen erlaubt. Ansonsten gilt der Regelfall: eine Externistenprüfung ist keine öffentliche Prüfung. Geprüft wird nach dem österreichischen Lehrplan. Die Auswahl der Art der Vorbereitung zur Externistenprüfung ist dem Externisten selbst überlassen. Eine gute Orientierung über den Prüfungsstoff geben die Schulbücher. Zum Nachweis des erfolgreichen Abschlusses einer Externistenprüfung ist dem Referat für Externistenangelegenheiten persönlich, per Fax, E-Mail oder Post das Prüfungszeugnis in Kopie vorzulegen.
Die Eltern sind darüber hinaus verpflichtet, ihr Kind vor dem ersten Volksschuljahr während der Einschreibungszeit (das ist in der Regel in der ersten Woche des Januars im Anschluss an die Weihnachtsferien) in der Direktion jener Volksschule vorzustellen, die im Schulsprengel liegt und die zur Erfüllung der Unterrichtspflicht ab dem 1. September zuständig ist. Die rechtliche Begründung für diese Verpflichtung ist unklar. Die Zugehörigkeit jeder Ortschaft (Dorf, Weiler, Gemeinde, Stadt) zu einem Schulsprengel ist durch ein Landesgesetz geregelt. Die Einschreibungstermine sind „ortsüblich“ zu verlautbaren, dies bedeutet, dass in der Regel im Schaukasten der Schule die Termine kundgemacht werden.
Zuständig für häuslichen Unterricht sind die Bildungsdirektionen in den entsprechenden Bundesländern, genau die Referate für Externistenangelegenheiten.
In Wien wurden durch die Bildungsdirektion Wien im Bereich der Pflichtschule (Volksschule, Hauptschule, Allgemeine Sonderschule und Sonderschule für schwerstbehinderte Kinder) mehrere Prüfungsschulen eingerichtet. Eine Liste der Schulen mit Prüfungskommission erhält man im Referat für Externistenangelegenheiten, aus welcher die Schule frei wählbar ist. Prüfungstermine werden bei der Externistenprüfungsanmeldung mit der Schulleitung individuell vereinbart.
Es entstehen keine Gebühren für die Abmeldung von Externisten. Allerdings ist die Jahreszeugnisgebühr von EUR 14,30 einmal pro Prüfung zu entrichten.
Häuslicher Unterricht wird von ca. 0,5 % der Erziehungsberechtigten pro Schuljahr in Anspruch genommen. Im Schuljahr 2012/13 betrug die Anzahl der zuhause unterrichteten Kinder in Österreich 1820. Im Schuljahr 2017/18 stieg die Zahl auf 2320 an. Die höchste Beteiligung war in Niederösterreich mit 548, Wien mit 442 und Steiermark mit 370 Kandidaten.

#### Externistenprüfungen, die zur Hochschulreife führen
Auch die Hochschulreife kann auf der Basis von Externistenprüfungen erlangt werden. Eine solche Externistenreifeprüfung besteht aus den Zulassungsprüfungen und einer Hauptprüfung. Vor der eigentlichen Reifeprüfung sind die Zulassungsprüfungen abzulegen. Pro Gegenstand wird jeder Kandidat für die ganze Oberstufe geprüft in einem sogenannten „Baukastensystem“. Die Reihenfolge der Gegenstände der Zulassungsprüfungen bzw. wann diese abgelegt werden, sind frei wählbar.
Die Vorbereitungsart hat keine Auswirkungen auf die Prüfung. Um zur Externistenprüfung, auf dessen Basis Hochschulreife erlangt wird, zugelassen zu werden, muss man gemäß § 28 SchUG positiv die 8. Schulstufe abgeschlossen haben.
Für die Anmeldung zu den Prüfungen legt die Prüfungskommission Anmeldefristen fest. Sobald der Kandidat für die Externistenprüfung angemeldet ist, erhält er postalisch ein Schreiben der zuständigen Prüfungskommission mit der Anmeldebestätigung. Mit diesem kann sich der Kandidat zur Prüfung anmelden. Zu beachten sind die Anmeldefristen zu den Prüfungen.
Für die Anmeldung sind folgende Unterlagen einzureichen:
- Original des Nachweises des positiven Abschlusses der 8. Schulstufe
- Kopie der Geburtsurkunde
- Kopie einer Urkunde über einen Namenswechsel durch z. B. Heirat, sollte es zu diesem gekommen sein
- Falls Prüfungen an den höheren Schulen abgelegt wurden, Originale der Zeugnisse, damit die positiven Prüfungen angerechnet werden können
- Nachweis von der zuletzt besuchten Schule über die Beendigung des Schulbesuches.

Für die Anmeldung fällt eine Gebühr an.
Je vollständiger die vorgelegten erforderlichen Unterlagen sind, desto schneller wird die Anmeldung bearbeitet.
Zuweisung einer bestimmten Prüfungsschule erfolgt nach der Art der Externistenprüfung und nach erstem Buchstaben des Familiennamens des Kandidaten.

#### Meinungen zum häuslichen Unterricht
Die Stadt Wien führt auf ihrer Website aus, dass es sich bei den Externistenprüfungen um eine Form eines zweiten Bildungsweges handelt. Deren Sinn ist, dass die Externisten einen höherwertigen Abschluss anstreben, als diese in einem Regelschulwesen erreicht hätten und somit ihre Chancen auf dem Arbeitsmarkt erhöhen.
Als Motive für den Besuch des häuslichen Unterrichts werden unter anderem Unbehagen an der öffentlichen Schule, Antireaktion gegen die öffentliche Schule bzw. gegen alle Schularten, als Randthema religiöse Motive genannt.
Entgegen der auf der Website der Stadt Wien dargelegten Meinung führt Universitätsprofessor Stefan Hopmann gegenüber news.at am 3. Januar 2019 aus, dass seiner Meinung nach der häusliche Unterricht keine ausreichende Grundlage für die weitere Bildungslaufbahn darstellt. „…Kinder scheitern zwar in der Regel nicht an den Prüfungen, aber man legt auch keine Grundlage für eine Raketenkarriere.“ Ebenfalls führt er an, dass Kinder, welche im häuslichen Unterricht ihr Wissen erlangen, sozial benachteiligt seien, ihnen fehle die Kultivierungsseite. Seiner Meinung nach bekommen die Kinder die erste soziale Schule des Gesellschaftslebens, welche eine große Bedeutung für Demokratie und Gesellschaft spielen. Diese soziale Erfahrung könne weder ein Fußball-Verein noch ein Chor-Besuch gewährleisten.
Auf standard.at wird die Meinung dargelegt, dass Kinder, welche häuslich unterrichtet werden, keine Querverbindungen herstellen können. Dies sei ausschließlich durch professionelle Vermittlung möglich.

### Schweiz
Ob und unter welchen Voraussetzungen Homeschooling in der Schweiz möglich ist, richtet sich nach dem kantonalen Recht. Das Bundesgericht hielt 2019 fest, dass aus dem Bundesrecht, namentlich aus der EMRK und der Bundesverfassung, kein Recht auf Homeschooling abzuleiten ist. 2019 wurden rund 2500 Kinder (0,2 % der Volksschulpflichtigen) zuhause unterrichtet. Seit dem Beginn der Corona-Krise 2019 und den damit verbundenen Maßnahmen verzeichnete der Verein Bildung zu Hause Schweiz nach den Lockerungen der Corona-Maßnahmen tatsächlich einen starken Anstieg der Homeschooling-Anträge.
In den Kantonen Luzern, Zug, Schwyz und Zürich müssen Lehrpersonen ein Lehrdiplom besitzen, während sie in Bern und Aargau auch ohne dieses unterrichten dürfen. Im Kanton Obwalden ist Homeschooling grundsätzlich erlaubt, muss aber vom Kanton bewilligt werden.

### Dänemark
In Dänemark unterliegen Kinder einer neunjährigen Unterrichtspflicht. Diese Pflicht kann auch mit Hausunterricht, oder in Privatschulen erfüllt werden, so lange der Unterricht inhaltlich dem der staatlichen Schulen („Folkeskolen“) entspricht.

### Deutschland
Da in Deutschland nicht Bildungspflicht, sondern Schulpflicht besteht und diese im Gegensatz z. B. zur österreichischen Unterrichtspflicht an einen Schulbesuch gebunden ist (Schulzwang, zwingender Schulbesuch), darf nur in Sonderfällen vom Besuch einer Schule abgesehen und Hausunterricht erteilt werden. Die herrschende Rechtsprechung erlaubt Hausunterricht nur für Schüler, deren Eltern im Ausland arbeiten, oder für Schüler, die wegen Behinderung oder Krankheit nicht transportfähig sind („Krankenunterricht“). Auch hier sind der staatliche Lehrplan und examinierte Lehrkräfte die Grundlage des Unterrichts. In Einzelfällen gab es bereits Erzwingungshaft für Erziehungsberechtigte, die ihre Kinder nicht zu einer staatlich anerkannten Schule schickten.
Nach einer Schätzung der Evangelischen Zentralstelle für Weltanschauungsfragen werden in Deutschland zwischen 40 und 80 Kinder aus religiösen Gründen nicht zur Schule geschickt. Insgesamt wird die Zahl der Kinder, die zu Hause unterrichtet werden, derzeit auf 500 bis 3000 geschätzt.
In den USA wird die Philadelphia-Schule von Helmut Stücher als Hausunterrichts-Vertreter in Deutschland gesehen. Die Auseinandersetzung zur Existenz der Schule wurde in der Politik zeitweise sehr hart geführt.
Im Jahre 2002 kam es zu Verfahren und Einsätzen gegen die Glaubensgemeinschaft Zwölf Stämme. Im Winter 2003 folgte ein Verfahren gegen eine Familie aus Hessen, die für sich in Anspruch nahm, bibeltreue Christen zu sein und ihre fünf schulpflichtigen Kinder von der Schule abgemeldet hatte. Den Eltern der Zwölf Stämme wurden die Kinder entzogen, da ihre Religion körperliche Züchtigung vorschrieb und diese seit November 2000 in Deutschland unzulässig ist. Es wurden Buß- und Zwangsgelder von über 130.000 Euro gegen die Glaubensgemeinschaft verhängt, jedoch nie bezahlt. Im November 2004 versuchten Mitglieder der Glaubensgemeinschaft, den Konflikt mit den Behörden durch einen Kompromiss zu lösen, etwa durch das Angebot an das zuständige Kultusministerium, durch den Besuch eines Schulpsychologen einen Eindruck vom Leistungsstand der Kinder zu erhalten. Das EGMR hat 2018 den Entzug der Kinder durch die Behörden gerechtfertigt und eine Lehrerin wurde für die Züchtigung der Kinder zur Rechenschaft gezogen.
Der UN-Sonderberichterstatter für das Recht auf Bildung Vernor Muñoz äußerte sich in seinem in Berlin veröffentlichten Bericht vom 6. März 2007 besorgt darüber, dass die restriktive deutsche Schulpflicht die Inanspruchnahme des Rechtes auf Bildung mittels alternativer Lernformen wie Heimunterricht kriminalisiere.
Im Januar 2010 gewährte ein US-Gericht der deutschen Familie Romeike Asyl, da sie aufgrund ihres christlichen Glaubens in Deutschland verfolgt worden sei. Der Richter war der Ansicht, die deutsche Regierung versuche Hausunterricht auszumerzen, was eine Verletzung eines grundlegenden Menschenrechts sei. Im Mai 2013 hob das Board of Immigration Appeals in Ohio dieses Urteil mit der Begründung auf, dass die Einwanderungsgesetze der USA kein automatisches Bleiberecht für all jene Menschen garantierten, die in einem anderen Staat Einschränkungen erfahren, die es unter amerikanischer Verfassung nicht gäbe. Der Oberste Gerichtshof in Washington bestätigte diese Entscheidung im Februar 2014. Der US-Hausschulverband HSLDA versucht nunmehr, eine Gesetzesänderung zu erreichen. In Deutschland kommt es in Einzelfällen aufgrund von wiederholten Verstößen gegen die Schulpflicht zu einem vollständigen oder teilweisen Sorgerechtsentzug oder sogar zu Inhaftierungen von Eltern. Eine neue Dimension erlangte in diesem Zusammenhang eine Entscheidung des Amtsgerichts Darmstadt, wonach einer Familie im Dezember 2013 wegen Gefährdung des Kindeswohls die Ausreise nach Frankreich untersagt und somit deren Ausreisefreiheit (nicht aber deren Freizügigkeit) eingeschränkt worden ist.
Im April 2010 wurde von insgesamt über 5400 Mitzeichnern eine Petition beim Deutschen Bundestag eingereicht, mit der eine Straffreiheit für Eltern erreicht werden sollte, die ihre Kinder zuhause unterrichten. Das Petitionsverfahren wurde im November 2011 negativ abgeschlossen. In Übereinstimmung mit der Rechtsprechung des BVerfG werde nach Auffassung des Petitionsausschusses mit der in Deutschland bestehenden Schulpflicht dem Erziehungsauftrag des Staates nachgekommen, ohne das Erziehungsrecht der Eltern zu stark einzugrenzen. Obwohl es innerhalb der EU außer in Deutschland nur noch in Bulgarien und Malta ein striktes Hausschulverbot gebe, stehe das Hausschulverbot im Einklang mit der Europäischen Menschenrechtskonvention (EMRK).
Das deutsche Hausschulverbot wurde 2019 durch ein Urteil des Europäischen Gerichtshofs für Menschenrechte (EGMR) bestätigt. Die Beschwerde einer Familie wurde abgewiesen und die Maßnahmen des Staates wurden als vereinbar mit der EMRK eingestuft.

### USA
Seit etwa den 1980er Jahren erfuhr der Hausunterricht in den USA (homeschooling) eine gewisse Wiederbelebung. Als Ursachen dafür gelten pädagogische Erwägungen (s. John Holt u. a.) und weltanschauliche Gründe (oft eine religiöse Ablehnung der Inhalte staatlicher Lehrpläne, die aus verfassungsrechtlichen Gründen weltanschaulich neutral sein müssen).
Heimunterricht war in vielen US-Bundesstaaten Gegenstand teils erbitterter Debatten unter anderem zwischen Schul- und Rechtsvertretern und interessierten Eltern. Es ist heute in allen Bundesstaaten frei möglich. 2009 wurden in den USA etwa 1,5 Millionen Kinder zu Hause unterrichtet. Dies war eine Verdopplung verglichen mit 1999. 83 % der Familien unterrichten ihre Kinder aus religiösen oder moralischen Gründen selbst. Von 1999 stieg der Anteil des Hausunterrichts von 1,7 % auf 3 % im Jahre 2012. Für den Anstieg werden u. a. die Möglichkeiten des Internets verantwortlich gemacht, in sogenannten homeschool cooperatives kann online gelernt werden.
In den einzelnen Staaten der USA gibt es für den Hausunterricht unterschiedliche Regelungen. In fast allen Staaten muss der Schüler gemeldet werden, nur 11 Staaten haben dazu keine Regelung. In 13 Staaten müssen die Eltern eine Mindestausbildung (College- oder High-School-Diplom) vorweisen. Zwei Staaten überprüfen das Straftatenregister der Eltern. In vielen Staaten werden die Kinder regelmäßig überprüft und müssen einen Test ablegen. Den Eltern wird dabei der Stoff vorgegeben, der im Hausunterricht gelehrt werden muss. 22 Staaten überprüfen die Leistung der Schüler nicht, 20 Staaten haben strengere Vorgaben für die Tests, die restlichen führen Tests durch, können aber den Hausunterricht nicht beeinflussen. In 21 Staaten ist damit auch eine Impfpflicht verbunden.
Ermöglicht wird das homeschooling in den USA nicht zuletzt durch den Schulbuchmarkt, der in großem Umfang Materialien bereitstellt, die komplette Curricula enthalten und auch von nicht geschulten Lehrkräften effizient verwendet werden können. Diese Materialien enthalten sowohl den Lehrstoff eines Schuljahres als auch Arbeitsblätter mit Übungen, die Schülern die Aneignung dieses Stoffes ermöglichen. Im Schulsystem der Vereinigten Staaten steht an der Stelle der Didaktik das Instruktionsdesign; dort ist der Gebrauch solcher vollständig durchentwickelter Unterrichtsmedien die Regel.

### Vereinigtes Königreich
Im  Vereinigten Königreich wird der Hausunterricht „home education“ genannt. Eltern müssen dazu ihre Entscheidung der Schule mitteilen.

### Tschechien
In Tschechien besteht Unterrichtspflicht. Bis zur 5. Klassenstufe ist Heimunterricht möglich, darüber hinaus gibt es ein Pilotprojekt, dies bis Klassenstufe 9 durchzuführen. Im Jahre 2016 wurden laut Schulministerium 1300 Kinder der Klassenstufe 1 bis 5 zu Hause bzw. privat unterrichtet. Für den Haus- bzw. Privatunterricht ist Voraussetzung, dass die Kinder bei einer Schule gemeldet sind und dass jährliche Prüfungen abgelegt werden. Die Schule verlangt Belege (Bilder und Videos von der Lernarbeit und von Werken des Schülers) für den Erfolg des Unterrichts. Die zentrale jährliche Prüfung ist individuell vom Prüfenden gestaltet und findet mündlich und oft im Beisein der Eltern statt.

## Kritik
Für den Hausunterricht werden ähnliche Kritiken angeführt wie für Unschooling.
Von Kritikern des religiös motivierten Heimunterrichts wird betont, dass auch Kinder von Eltern mit strengen religiösen Vorstellungen das Recht haben sollten, sich über Sexualität, Naturwissenschaften und von ihrem Weltbild abweichenden Anschauungen zu informieren, deren Ablehnung durch die Eltern häufig genannte Gründe gegen Heimunterricht sind. Anlass zu weiterer Kritik in Deutschland ist die Sorge vor möglicher Entstehung einer Parallelgesellschaft oder davor, dass Kindern durch Heimunterricht der Umgang mit Gleichaltrigen unterschiedlicher Herkunft verwehrt bleibt.
Hierbei wird von Vertretern und Befürwortern des Hausunterrichts häufig darauf verwiesen, dass Erfahrungen aus Ländern, in denen Hausunterricht erlaubt ist, zeigen, dass solche Szenarien nicht häufiger als in Deutschland der Fall sind sowie dass sich durch eine staatlich überwachte Bildungspflicht mit vorgeschriebenen Bildungsstandards sowie Prüfungen und regelmäßigen Kontrollen sicherstellen ließe, dass Kinder zuhause eine adäquate Bildung erhalten und dass sich Kinder von Natur aus freiwillig mit anderen treffen würden und Zwang für soziale Kontakte und Auseinandersetzung eher kontraproduktiv sei. Des Weiteren wird angemerkt, dass Eltern, die ihren Kindern keine umfassende Bildung zuhause bieten können, sie weiterhin in eine Schule schicken könnten bzw. würden, wie Erfahrungen aus anderen Ländern zeigen. Auch Befürworter des Hausunterrichts sind der Ansicht, dass es dabei sowohl Vor- als auch Nachteile gibt und diese Bildungsform genau wie die Schule nicht für jeden Menschen optimal geeignet ist.
Bei einer US-amerikanischen Studie aus dem Jahr 2009 mit 12.000 Teilnehmern schnitten Schüler, die zuhause unterrichtet wurden, bei drei von fünf Leistungstests durchschnittlich besser ab als Schüler, die eine Schule besuchten.
Laut einer anderen US-amerikanischen Studie haben Kinder, die zuhause unterrichtet wurden, oft ausgeprägtere Sozialfähigkeiten als Schüler von öffentlichen Schulen.
Der Deutsche Bundestag veröffentlichte 2009 eine Studie zum Thema Homeschooling in westlichen Industrienationen. Darin wird zum Einwand der angeblich schlechteren Sozialkompetenz unter anderem festgestellt, dass man laut Entwicklungspsychologe Thomas zwar weniger Gleichaltrige treffe, dies jedoch offenbar nicht nachteilig sei, die Subkultur der Gleichaltrigen in der Schule hingegen sogar als Zwang empfunden werde, sich ihr anzupassen. US-amerikanische Studien ab den 1990er Jahren wiesen zwar methodische Schwächen auf, würden jedoch teilweise sogar ein deutlich höheres soziales und politisches Engagement zu Hause unterrichteter Erwachsener gegenüber Gleichaltrigen bzw. dem Durchschnitt der Bevölkerung belegen. Der größte US-Lehrerverband (National Educational Association) weist dagegen darauf hin, dass die Kinder sozial isoliert seien. Sie würden der Möglichkeit divergierender Einflüsse beraubt.